# Ágaskodó
Az ágaskodó a címerekben előforduló állatok egyik póza. Olyan címerállat, melynek teste (szinte teljesen) egyenesen felfelé áll, a mellső lábait kinyújtja (gyakran vadul, kimeresztett karmokkal, zsákmány után kapva) és az egyik hátsó lábán ágaskodik. Ez a póz az oroszlánoknál a leggyakoribb. Kialakulását a korai hárömszögű pajzs formája eredményezte, melynek mezőjét úgy lehetett a legjobban kitölteni, ha az állatot felegyenesedett testtel és egy lábon állva ábrázolták, mert a pajzs aljának hegyes szöge miatt már nem maradt elég hely arra, hogy az állat mindkét hátsó lába egyvonalban lehessen. Így az ágaskodó póz az egyik vagy talán a legrégibb heraldikai póz. Szokásos helyzetében az állat jobbra néz, amit nem kell külön megemlíteni a címerleírásban, csak azt, ha az állat balfelé néző ágaskodó vagy másféle pózú.
Az angol heraldikában ez az oroszlán legelterjedtebb póza (en: rampant), ahol az szinte mindig csak az egyik lábán áll és a két lábon álló pózt, az álló oroszlánt, melyet a későbbi szélesebb aljú pajzsformák és az egyéb címerkompozíciók tettek lehetővé (például hármas halmon álló) szinte nem is ismerik.

## Változatai

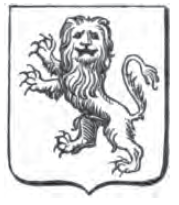
Ágaskodó-szembenéző (en: rampant guardant)
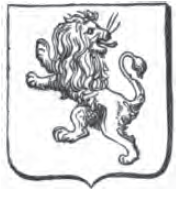
Ágaskodó-visszanéző (en: rampant reguardant)
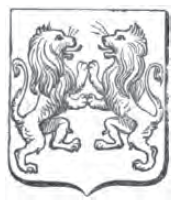
Egymásfelé forduló oroszlánok (en: two lions combatant)
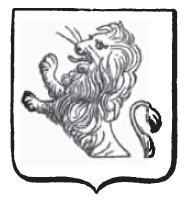
Előtűnő (ágaskodó) oroszlán (en: demi-lion rampant)